# Ramiz Guliyev
Ramiz Ayyub oglu Guliyev (en azerí: Ramiz Əyyub oğlu Quliyev; Agdam, 30 de abril de 1947) es un intérprete de tar, que obtuvo en 1988 la distinción de Artista del Pueblo de la República Socialista Soviética de Azerbaiyán.

## Biografía
Ramiz Guliyev nació el 30 de abril de 1947 en Agdam. En 1954 comenzó a estudiar en la escuela secundaria de Agdam y al mismo tiempo en la escuela de música.
En 1964 ingresó en la Academia de Música de Bakú y  se graduó de la facultad de tar y director de orquesta en 1969. Entre 1974 y 1992 enseñó en la Academia de Música de Bakú. Entre 1992 y 2002 fue jefe del departamento de los instrumentos populares en la academia. Entre 1964 y 1994 fue solista de la Filarmónica Estatal de Azerbaiyán.
Interpretó en los conciertos que tuvo lugar en Georgia, Ucrania, Uzbekistán, Rusia, Bielorrusia, Turquía, Afganistán, Siria, Países Bajos, Suiza, Alemania, Pakistán, Argelia, Túnez, India, Japón, Estados Unidos, Canadá, Polonia, Dinamarca, Irán, Irak, Francia, Inglaterra, Israel, Noruega y otros países del mundo. Ramiz Guliyev fue galardonado con un premio especial en el Festival Internacional de Folclore, que celebrado en los Estados Unidos por la UNESCO en 1988.

## Premios y títulos
- 1982 - Artista de Honor de la RSS de Azerbaiyán
- 1988 - Artista del Pueblo de la RSS de Azerbaiyán
- 1993 – Premio “Humay”
- 2007 – Orden Shohrat
- 2014 – Premio Estatal de la República de Azerbaiyán
- 2017 – Orden Sharaf[6]